# Амитон, Александр Наумович
Александр Наумович Амито́н (1911 — 1969) — советский скрипач и музыкальный педагог. Заслуженный артист Белорусской ССР (1940). Профессор (1947).

## Биография
Родился в Варшаве в семье портного Амитона Наума Осиповича и Фрейды Борисовны, происходящих из семей варшавских евреев ашкеназов. Помимо идиш, в семье говорили по-польски, и при рождении мальчик получил имя Олюш. В 1911 году семья переехала в Мариуполь опасаясь первой мировой войны, а позже — в 1924 году — в Москву.
Учился в Москве в Музыкальной школе имени Гнесиных. В 1935 году окончил Московскую консерваторию и аспирантуру при ней в 1937. В 1937—1941 и 1944—1951 гг. преподавал и был деканом струнного факультета Белорусской консерватории. В 1940 году — заведующий кафедрой струнных инструментов, а в 1951 — профессор консерватории.
С января по октябрь 1943 года преподавал в Саратовской консерватории.
В 1951—1957 годах — профессор Бакинской консерватории. Затем заведовал кафедрой струнных инструментов в Новосибирской консерватории. С 1967 года — первый заведующий кафедрой струнных инструментов Ростовского музыкально-педагогического института.

## Признание и награды
Лауреат 1 премии всесоюзного конкурса скрипачей и виолончелистов, организованного Всесоюзным Комитетом по делам искусств при СНК СССР (Москва, октябрь 1937).